# 小行星4450
小行星4450（英語：4450 Pan）是一颗围绕太阳公转的小行星。1987年9月25日，卡罗琳·舒梅克、尤金·舒梅克在帕洛马山发现了此天体。
这颗小行星的绝对星等为291.7845775118594等。